# Nelionidia amicis
Nelionidia amicis är en insektsart som först beskrevs av Ross 1965.  Nelionidia amicis ingår i släktet Nelionidia och familjen dvärgstritar. Inga underarter finns listade i Catalogue of Life.